# Menneville (Pas-de-Calais)
Menneville é uma comuna francesa na região administrativa de Altos da França, no departamento de Pas-de-Calais. Estende-se por uma área de 5,27 km². Em 2010 a comuna tinha 702 habitantes (densidade: 133,2 hab./km²).